# Francisco Dantas (attore)
Francisco Dantas (Kaunas, 18 settembre 1911 – Rio de Janeiro, 30 agosto 2000) è stato un attore lituano naturalizzato brasiliano.

## Biografia
Nato Franciskus Vladislovas Cepukaitis, venne per la prima volta in Brasile nel 1925, per poi trasferirvisi nel decennio successivo. Attore specializzato in ruoli brillanti, all'inizio della sua carriera fu attivo soprattutto nel teatro di prosa: in seguito avrebbe poi preso parte ad alcuni musical. Nel 1944 debuttò al cinema: vi lavorò sino al 1979, apparendo tra l'altro nelle pellicole Em familia e Donna Flor e i suoi due mariti. Dal 1970 fu scritturato anche per diverse telenovela: si ricordano in particolare La schiava Isaura, Fiore selvaggio e Agua Viva, nella quale dette volto al simpatico Marciano. Partecipò inoltre ad alcuni show di Rede Globo.
Morì nel 2000, quasi novantenne. 

## Filmografia

### Cinema
- 1979 - O cinderelo trapalhão
- 1977 - Ódio
- 1976 - Donna Flor e i suoi due mariti (Dona Flor e seus dois maridos), regia di Bruno Barreto
- 1975 - As loucuras de um sedutor
- 1974 - Robin Hood, o trapalhão da floresta
- 1973 - Aladim e a lâmpada maravilhosa
- 1972 - Salve-se Quem Puder - Rally da Juventude
- 1971 - Uma Pantera em Minha Cama
- 1971 - O Enterro da Cafetina
- 1971 - Como ganhar na loteria sem perder a esportiva
- 1970 - Pais quadrados... filhos avançados
- 1970 - Em familia
- 1970 - Marcelo Zona Sul
- 1968 - Massacre no supermercado
- 1962 - Socia de alcoba
- 1962 - Assassinato em copacabana
- 1960 - A viúva valentina
- 1960 - O viúvo alegre
- 1960 - Sai Dessa, Recruta
- 1960 - Esse Rio que eu amo
- 1959 - Maria 38
- 1959 - Mujeres de fuego
- 1959 - Dona Xepa
- 1959 - Quem roubou meu samba?
- 1959 - Eu sou o tal
- 1958 - O noivo da girafa
- 1957 - Metido a Bacana
- 1957 - A baronesa transviada
- 1957 - Pega ladrão
- 1957 - Boca de ouro
- 1956 - Fuzileiro do Amor
- 1956 - Quem Sabe...Sabe!
- 1952 - Barnabé tu és meu
- 1951 - Aí vem o barão
- 1949 - Carnaval no fogo
- 1944 - Romance de um mordedor

### Telenovela
- 1994 - Memorial de Maria Moura
- 1993 - Agosto
- 1993 - Você Decide - (episódio Máscara Negra)
- 1992 - Felicità
- 1991 - O Fantasma da Ópera
- 1990 - Fronteiras do Desconhecido
- 1989 - Top Model....Seu Rafael
- 1989 - Que Rei Sou Eu....
- 1989 - República
- 1988 - Fera Radical....Dr. Paulo
- 1988 - Olho por Olho - Xerém
- 1986 - Selva de Pedra - Perez
- 1986 - Hipertensão - Américo
- 1983 - Caso Verdade, Vida Nova - Pietro
- 1981 - Eureka - As Aventuras de Tio Maneco - professor Camargo
- 1980 - Coração Alado - Tião Galinha
- 1980 - Agua Viva - Marciano
- 1979 - Fiore selvaggio (Cabocla) - commissario
- 1979 - Feijão Maravilha - Eurico
- 1978 - Marina (A sucessora) - Moretti
- 1978 - Dancin' Days
- 1978 - O Pulo do Gato - Horácio
- 1977 - Dona Xepa - Alamiro
- 1976 - La schiava Isaura - Matoso
- 1976 - Saramandaia - Padre Romeu
- 1975 - Gabriela - Jesuíno Mendonça
- 1974 - Supermanoela - Donato
- 1972 - Giungla di cemento (Selva de Pedra) - Neves
- 1972 - História de Subúrbio
- 1970 - Irmãos Coragem - Dr. Paulo